# Unabhängige Behörden der Vereinigten Staaten
Unabhängige Behörden der Vereinigten Staaten werden durch den Kongress per Gesetz eingerichtet. Im Rahmen dieses Einrichtungsgesetzes werden die Aufgaben der Behörde bestimmt. Sie kann darüber hinaus ermächtigt werden, in ihrem Zuständigkeitsgebiet Verordnungen mit Gesetzesrang zu erlassen. Der Begriff der Unabhängigkeit darf hier nicht so verstanden werden, dass die Behörden von Weisungen der Regierung unabhängig sind. Stattdessen bedeutet unabhängig hier nur, dass sie zu keinem Ministerium direkt gehören.
Die Ministerien der Vereinigten Staaten machen den größten Teil der Bundesregierung aus, viele Bereiche werden aber durch unabhängige Behörden abgedeckt. Die meisten gehören der Exekutive an, einige wenige unterstehen der Legislative, so das Government Accountability Office oder die Library of Congress.
Aufgaben und Ziele der unabhängigen Behörden sind sehr unterschiedlich. Einige sind Aufsichtsbehörden, die für die Überwachung bestimmter Bereiche der Wirtschaft zuständig sind. Andere haben Dienstleistungs- und Beratungsfunktionen für die Bundesregierung oder Unternehmen und Privatpersonen. Sie wurden zumeist eingerichtet, wenn ein Arbeitsgebiet zu komplex wurde, um es als Abteilung eines Ministeriums zu führen. So wurde 1970 die Environmental Protection Agency (Umweltschutzbehörde) errichtet, um die Tätigkeit der Bundesregierung auf dem Gebiet des Umweltschutzes zu koordinieren. 

## Behörden
Die wichtigsten unabhängigen Behörden sind:

### Central Intelligence Agency (CIA)
Die Central Intelligence Agency ist der wichtigste Auslands-Nachrichtendienst der USA. Bis zur Einrichtung des Director of National Intelligence im Jahr 2005 koordinierte die CIA auch die Zusammenarbeit aller Nachrichtendienste.

### Commodity Futures Trading Commission (CFTC)
Die Commodity Futures Trading Commission reguliert Future- und Optionsmärkte in den USA und schützt die Handelspartner vor Manipulationen, missbräuchlichen Handelspraktiken und Betrug. Durch wirkungsvolle Aufsicht und Regulierung setzt die CFTC die Märkte in die Lage, ihre wichtigen Aufgaben für die Volkswirtschaft zu erfüllen, indem sie für einen Mechanismus der Preisbildung sorgt und Preisrisiken ausgleicht.

### Environmental Protection Agency (EPA)
Die Environmental Protection Agency ist Regulierungs- und Aufsichtsbehörde für alle Bereiche des Umwelt- und Naturschutzes in den USA. Ihre Zuständigkeit reicht von geschützten Tierarten bis zu Abfällen der chemischen Industrie. 

### Federal Communications Commission (FCC)
Die Federal Communications Commission ist eine der unabhängigen Behörden der Vereinigten Staaten, die durch den Kongress geschaffen wurden. Sie regelt die Kommunikationswege Radio, Fernsehen, Satellit und Kabel.

### Federal Reserve Board
Die Federal Reserve ist die Zentralbank der USA.

### Federal Trade Commission (FTC)
Die Federal Trade Commission ist die zentrale Aufsichtsbehörde der amerikanischen Wirtschaft. Sie ist zuständig für die Überwachung von Fusionen (Kartellbehörde) und zugleich oberste Behörde für Verbraucherschutz.

### General Services Administration (GSA)
Die General Services Administration ist verantwortlich für den Erwerb, die Beschaffung, den Betrieb und die Instandhaltung des Bundesvermögens, der Gebäude und des Geräts. Die GSA verwaltet auch die  Automobilflotte sowie überseeische Telekommunikations- und Kinderbetreuungseinrichtungen der USA.

### National Aeronautics and Space Administration (NASA)
Die NASA, gegründet 1958, ist die zivile US-Bundesbehörde für Luft- und Raumfahrt.

### National Archives and Records Administration (NARA)
Die National Archives and Records Administration ist das Bundesarchiv, in dem Akten und anderes Archivmaterial der Regierung und des Parlamentes verwahrt werden. Ferner unterhält sie eine große Bilddatenbank im Internet.

### National Labor Relations Board (NLRB)
Die Bundesbehörde für Arbeitsbeziehungen ist für die Umsetzung des wichtigsten Arbeitsgesetzes der USA, des National Labor Relations Act, zuständig. Die Behörde kann gegen unfaire Arbeitspraktiken vorgehen und schützt das Recht der Arbeitnehmer, durch Abstimmungen zu entscheiden, ob sie sich durch Gewerkschaften vertreten lassen.

### National Science Foundation (NSF)
Die National Science Foundation unterstützt Forschung und Lehre in Wissenschaft und Technik in den USA durch Zuschüsse, sowie durch Verträge und andere Vereinbarungen mit Universitäten, Höheren Schulen, nichtkommerziellen Einrichtungen und kleineren Betrieben. Die NSF regt die Zusammenarbeit von Universitäten, Industrie und Regierung an und fördert die internationale Zusammenarbeit auf den Gebieten der Wissenschaft und der Technik.

### National Transportation Safety Board (NTSB)
Das National Transportation Safety Board ist mit der Aufklärung von Unglücksfällen im Transportwesen (Eisenbahnen, Luftfahrt, Schifffahrt, Pipelines und Autobahnen) befasst.

### Office of Personnel Management (OPM)
Das OPM ist eine Zentralstelle für die Personalbewirtschaftung aller zivilen Mitarbeiter der Bundesbehörden. Die 1979 gegründete Behörde hat derzeit 4.189 Mitarbeiter.

### The Peace Corps (Friedenscorps)
Das Friedenskorps wurde 1961 gegründet. Es bildet Freiwillige für einen zweijährigen Dienst im Ausland aus und vermittelt sie an die einzelnen Länder. 
Freiwillige des Friedenskorps sind heute in 80 Ländern tätig und unterstützen die Einheimischen in der Landwirtschaft, im Handwerk, im Gesundheitswesen, in der Bewahrung der Natur sowie im Erziehungswesen.

### United States Securities and Exchange Commission (SEC)
Die United States Securities and Exchange Commission ist für die Kontrolle des Wertpapierhandels in den Vereinigten Staaten zuständig.

### Small Business Administration (SBA)
Die Small Business Administration wurde 1953 gegründet, um kleinere Unternehmen zu beraten, sie zu unterstützen und ihre Interessen zu wahren. Die SBA besichert Anleihen an kleine Betriebe, hilft Opfern von Überschwemmungen und anderen Naturkatastrophen und fördert die Entwicklung von Einzelunternehmen.
Außerdem bemüht sich die SBA, Kleinbetrieben Verträge zur Versorgung der Bundesregierung mit Waren und Dienstleistungen zu sichern.

### Social Security Administration (SSA)
Die Social Security Administration (Sitz: Baltimore, Maryland) ist das Ausführungsorgan der staatlichen Sozialversicherungen der USA, die Alters-, Erwerbsunfähigkeits-, Hinterbliebenenrente sowie Krankenversicherungsleistungen für Rentner Medicare gewährt. Um diese Leistungen zu erhalten, zahlen die meisten Amerikaner Sozialversicherungsabgaben auf ihre Einkünfte. Die späteren Leistungen richten sich nach der Höhe der Beiträge der Arbeitnehmer.

### Surface Transportation Board (STB)
Das Surface Transportation Board ist die Aufsichts- und Kartellbehörde für den Verkehrsbereich (ausgenommen Flugverkehr). Mit Inkrafttreten des STB Reauthorization Act am 18. Dezember 2015 wurde das STB zu einer unabhängigen Bundesagentur.

### United States Agency for International Development (USAID)
Die United States Agency for International Development ist zuständig für wirtschaftliche und humanitäre Hilfsprogramme der USA in der Dritten Welt sowie in Mittel- und Osteuropa und den neuen unabhängigen Ländern der ehemaligen Sowjetunion.
USAID unterstützt Programme auf vier Gebieten – Bevölkerung und Gesundheit, wirtschaftliches Wachstum auf breiter Basis, Umwelt und Demokratie.

### United States Postal Service (USPS)
Der United States Postal Service (USPS) ist ein US-amerikanischer staatlicher Konzern, welcher Postdienstleistungen anbietet und auf bestimmte Postdienstleistungen ein Monopol besitzt.